# Russisch-Oekraïense vredesonderhandelingen sinds 2022

Oekraïne in 2022 (geel), met door Rusland (rood) geannexeerde gebieden (oranje).

De Russisch-Oekraïense vredesonderhandelingen sinds 2022 omvatten verschillende rondes van vredesonderhandelingen met het doel de Russische invasie van Oekraïne sinds 2022 een halt toe te roepen en de Russisch-Oekraïense Oorlog te beëindigen in een wapenstilstand. De eerste bijeenkomst vond reeds vier dagen na het begin van de invasie plaats, op 28 februari 2022, in Wit-Rusland, maar werd zonder resultaat afgesloten. Een tweede en derde gespreksronde vonden plaats op 3 en 7 maart 2022, eveneens in Wit-Rusland, de vierde en vijfde ronde vonden plaats op 10 en 14 maart in Istanbul, Turkije. Sedertdien zijn er nog talloze besprekingen en voorstellen geweest om de oorlog te beëindigen.
De oorlogshandelingen kunnen volgens experts uitmonden in een zogenoemd bevroren conflict, naar het voorbeeld van de Koreaanse Oorlog, maar daar waren president Zelensky en EU-Commissievoorzitter Ursula von der Leyen faliekant tegen.

## Geschiedenis

### Voorgeschiedenis
Na het uiteenvallen van de Sovjet-Unie ondertekenden de Russische Federatieve Sovjetrepubliek en de Oekraïense Socialistische Sovjetrepubliek op 19 november 1990 een vriendschapsverdrag waarin de bestaande grenzen wederzijds werden erkend. Op 23 juni 1992 werd het verdrag bevestigd door de onafhankelijke Russische Federatie en het onafhankelijke Oekraïne, in 1997 gevolgd door het Russisch-Oekraïense Vriendschapsverdrag en in 2003 door het Grensverdrag, waarin de staatsintegriteit en soevereiniteit binnen de bestaande grenzen wederzijds werden erkend.
Met het Memorandum van Boedapest (1994) werden de Sovjet-kernwapens die voordien op Oekraïens grondgebied waren opgeslagen, overgedragen aan Rusland, in ruil voor internationale veiligheidsgaranties.  
In september 2014 en februari 2015 werden de Minsk-akkoorden I en II gesloten, met de bedoeling een einde te maken aan de onrust in de oost-Oekraïense oblasten Loehansk en Donetsk. Ondanks de akkoorden bleef de Oorlog in Oost-Oekraïne voortduren. Een bijeenkomst in Parijs op 9 december 2019 met de presidenten Macron, Poetin, Zelensky, en bondskanselier Angela Merkel zou een bescheiden vooruitgang geboekt zijn in het kalmeren van vijf en een half jaar oorlog in Oost-Oekraïne: er was een akkoord bereikt om alle gevangenen tegen het einde van het jaar uit te wisselen en om het herhaaldelijk geschonden staakt-het-vuren uit 2015 volledig uit te voeren. Sedert het voorjaar van 2021 namen de incidenten toe die de angst voor een invasie van Oekraïne door Rusland deed toenemen. Op de Veiligheidsconferentie van München, enkele dagen voor de invasie, zou er bij president Zelensky op zijn aangedrongen niet naar Oekraïne terug te keren, en zijn ballingschap voor te bereiden.

### 2022 – heden
De invasie zelf ging op 24 februari 2022 van start.
Vanaf 2024 publiceerden onderzoekers overzichten van het verloop van de onderhandelingen sedert februari 2022:
- Foreign Affairs trok in april 2024 lessen uit het ontwerpakkoord van Istanbul (april 2022).[10]
- Analisten aan de George Washington-universiteit gaven in april 2024 een overzicht van het onderhandelingsproces.[11]

### Verdedigbare grenzen (2023)
Volgens westerse militaire experten was eind 2023 de toenmalige frontlinie alleen tegen zeer hoge kosten te verdedigen als de Russen opnieuw zouden aanvallen na een wapenstilstand. Een staakt-het-vuren liet de opbouw van de Russische troepen aan de grens toe en gaf de Russische troepen de ruimte om zich vrij te bewegen en zich voor te bereiden voor het volgend offensief. De militaire inspanning in manschappen, geld, materieel, maatschappen gevolgen was groot, als de grens bij de initiële aanval ten koste van alles verdedigd moest worden. Dit vereiste dat een groot aantal soldaten gevechtsklaar aan de grens aanwezig moest blijven ook in vredestijd. Dit is zeer duur. Een groot gedeelte van de bevolking zou gemobiliseerd moeten blijven. Het gemobiliseerde leger moest betaald worden en de gemobiliseerde mensen dragen niet bij aan de economie en betalen geen belastingen. Een veel goedkopere manier om het land te verdedigen, is om bij de grens een kleinere troepenmacht te stationeren, die de taak heeft om de aanvallers voldoende te vertragen, zodat het land de tijd heeft om de reservesoldaten te mobiliseren en in te zetten om het verloren terrein te heroveren. Dit vereist echter wel een strategische diepte om zich te kunnen terugtrekken. Steden zoals Cherson en Charkiv zijn hiervoor te dicht bij de frontlinie en vereisen een sterk verdedigingsleger en fortificaties.
De grenzen per januari 2022 waren al beter te verdedigen, al helemaal als de Krim terug in Oekraïense handen was. De te verdedigen grens wordt dan een flink stuk korter. De herovering van de Donbas maakt voor de militaire verdediging niet zo veel uit daar het gebied al dicht bij Rusland gelegen is. Wel is het verlies van de Donbas een verzwakking van de Oekraïense economie.

### Decreet over de onderhandelingen
Op 4 oktober 2022 ondertekende president Zelensky het “Decreet over de Beëindiging van Onderhandelingen met Rusland”, waarin Oekraïense gesprekken met Vladimir Poetin formeel “onmogelijk” werden verklaard, hoewel de deur voor gesprekken werd opengehouden, “maar dan wel met een andere president van Rusland.” Op 25 januari 2025 verduidelijkte Zelensky dat het decreet, genomen na een beslissing van de nationale veiligheidsraad, “werd gedicteerd door ‘de omstandigheden van het moment”, en bedoeld was om alle indirecte communicatiekanalen van Rusland naar Oekraïense politici en organisaties af te snijden.  Hij bevestigde opnieuw zijn bereidheid om met de Russische kant te onderhandelen.

## Vredesonderhandelingen en -voorstellen in 2022
Reeds op 25 februari, de dag na de invasie, verklaarde president Zelensky zich bereid tot onderhandelingen met Rusland, ook over een neutrale status voor Oekraïne.

### Eerste ronde (28 februari)
Op 27 februari 2022 stemde Oekraïne ermee in om vredesonderhandelingen met Rusland aan te gaan. Die begonnen de volgende dag op een geheime locatie in Homel aan de Wit-Russische grens. Op Oekraïens verzoek was een goede bekende van president Poetin, de Russische oligarch Roman Abramovitsj, daarbij aanwezig. De Russische en Oekraïense presidenten waren afwezig. Er werd geen akkoord bereikt. Volgens de Oekraïense delegatieleider Davyd Arachamija zouden de Russische onderhandelaars zijn uitgegaan van een capitulatie, waarvoor de Oekraïense delegatie niet was gemachtigd.

### Tweede ronde (3 maart)
Op 3 maart begon op dezelfde plek de tweede ronde van de vredesbesprekingen. Beide partijen kwamen overeen om humanitaire corridors te openen voor de evacuatie van burgers.
Op 5 maart vloog de Israëlische premier Naftali Bennett naar Moskou en had drie uur lang ontmoetingen met Poetin. Daarna vloog hij naar Duitsland en voerde hij overleg met de Duitse kanselier Olaf Scholz. Bennett sprak van tevoren met Zelensky, die eerder om zijn hulp had gevraagd bij het bemiddelen. Hij coördineerde ook met de VS, Frankrijk en Duitsland. Mogelijk was zijn démarche er gekomen op verzoek van kanselier Scholz.
Begin februari 2023 zei Bennett in een interview dat beide partijen toen dicht bij een staakt-het-vuren hadden gestaan, maar dat de westerse machten die Oekraïne steunden het akkoord hadden geblokkeerd. Na afloop betwijfelde hij echter of een akkoord mogelijk en wenselijk was geweest. In een tv-interview van november 2023 herinnerde Davyd Arachamija, die de Oekraïense delegatie leidde, eraan dat Rusland toen aanbood de invasie te beëindigen als Oekraïne zijn ambities om lid te worden van de NAVO liet varen. Oekraïne vreesde echter voor het ontbreken van westerse veiligheidsgaranties, aldus Arachamija, die er nog aan toevoegde dat "het gevoel heeft dat de VS en het VK de laatsten zullen zijn om mee te doen als ze zien dat anderen akkoord gaan". Eind maart 2022 bevestigde president Zelensky “... zijn er degenen die een lange oorlog niet erg vinden omdat dit zou betekenen dat Rusland wordt uitgeput, zelfs als dit de ondergang van Oekraïne betekent en ten koste gaat van Oekraïense levens.”

### Derde ronde (7 maart)
Op 7 maart startte een derde onderhandelingsronde. Het Kremlin eiste als voorwaarde voor het beëindigen van de invasie de neutraliteit van Oekraïne, erkenning van de Krim als Russisch grondgebied, en erkenning van de zelfverklaarde separatistische republieken Donetsk en Loegansk als onafhankelijke staten. Dezelfde dag kondigde Rusland een tijdelijk staakt-het-vuren af in Kiev, Soemy en twee andere steden. Op 8 maart stelde Zelensky een directe ontmoeting met Poetin voor om de invasie te beëindigen en sprak de bereidheid uit om Poetin's eisen te bespreken. Zelensky zei dat hij klaar was voor een dialoog, maar niet voor capitulatie. Hij stelde een nieuwe collectieve veiligheidsovereenkomst voor samen met de VS, Turkije, Frankrijk, Duitsland en Rusland als alternatief voor het lidmaatschap van de NAVO. Zelensky's partij Dienaar van het Volk verklaarde dat Oekraïne de Krim, Donetsk en Loehansk niet zou
opgeven. Hoewel er geen overeenkomst werd bereikt, tweette de Oekraïense onderhandelaar en adviseur van de president Mychajlo Podoljak dat "er enkele kleine positieve verschuivingen waren met betrekking tot de logistiek van humanitaire corridors." Een Oekraïense onderhandelaar, Denis Kireev, werd op 5 maart doodgeschoten omdat hij een dubbelagent zou zijn geweest.

### Antalya (10 maart)
Op 10 maart hadden de ministers van Buitenlandse Zaken van Rusland en Oekraïne, Sergej Lavrov en Dmytro Koeleba in Antalya, Turkije een ontmoeting met de Turkse minister van Buitenlandse Zaken, Mevlüt Çavuşoğlu, die bemiddelde in het kader van het Antalya Diplomacy Forum. Het was het eerste contact op hoog niveau tussen de twee partijen sinds het begin van de invasie. Oekraïne had geprobeerd te onderhandelen over een staakt-het-vuren van 24 uur om hulp en evacuatie te bieden aan burgers, vooral in Marioepol. Ondanks twee uur praten werd er geen akkoord bereikt. De luchtaanvallen op de havenstad gingen door.

### Vierde ronde: 15 puntenplan (14-17 maart)
Vanaf 14 maart liepen de onderhandelingen via videoconferenties. Op 15 maart, terwijl de vierde gespreksronde plaatsvond, suggereerde Zelensky dat Oekraïne Poetin's eis, dat het land geen NAVO-lidmaatschap zou nastreven, zou accepteren. Op 16 maart meldde de Financial Times dat de onderhandelingen met Rusland over een 15 puntenplan, door Zelensky werd geïdentificeerd als een realistischere kans om de oorlog te beëindigen dan de eerdere onderhandelingen. Mychajlo Podoljak, de hoofdonderhandelaar voor de Oekraïense vredesdelegatie legde uit wat het 15 puntenplan onder andere in zou houden: een staakt-het-vuren, de terugtrekking van Russische troepen uit hun geavanceerde posities in Oekraïne, samen met internationale veiligheidsgaranties voor militaire steun en alliantie in het geval van hernieuwde Russische militaire acties in ruil voor het niet verder nastreven van NAVO-lidmaatschap door Oekraïne. Volgens Oekraïne was dit alleen mogelijk via een directe dialoog tussen Zelensky en Poetin. Wanneer er een overleg zou komen, dan waren de belangrijkste gesprekspunten: de aanwezigheid van Russische troepen in Oost-Oekraïne na de oorlog en waar de grenzen zouden zijn.
Tijdens een ontmoeting met minister Koeleba op 17 maart in Oekraïne herhaalde minister Çavuşoğlu zijn steun aan Oekraïne. Ook onthulde Çavuşoğlu plannen voor een collectieve veiligheidsovereenkomst voor Oekraïne, waarbij de VS, Rusland, het VK, Frankrijk, Duitsland en Turkije betrokken zouden zijn. Hij zei dat er in Turkije een persoonlijke ontmoeting tussen Poetin en Zelensky zou kunnen plaatsvinden, en verklaarde dat 'de hoop op een staakt-het-vuren was toegenomen'. Kort daarna waarschuwde de Franse minister van Buitenlandse Zaken, Jean-Yves Le Drian, dat Rusland slechts deed alsof het onderhandelde, in overeenstemming met een strategie die het land elders al eens had gebruikt.
Op 20 maart berichtte Kremlin-woordvoerder Dmitri Peskov dat er geen significante vooruitgang was geboekt in de vredesbesprekingen, waarbij de Russische regering het regime in Kiev ervan beschuldigde de vredesbesprekingen te vertragen door voorstellen onaanvaardbaar te maken voor Rusland. Aan de andere kant herhaalde men van Oekraïense zijde bereid te zijn tot onderhandelen, maar geen Russische ultimatums te zullen accepteren. Na zijn toespraak tot het Israëlische parlement bedankte Zelensky op 20 maart 2022 de Israëlische premier Naftali Bennett voor zijn inspanningen om vredesbesprekingen aan te moedigen, en suggereerde dat die misschien in Jeruzalem zouden kunnen plaatsvinden.

### Vijfde ronde (21 maart)
De vijfde gespreksronde, op 21 maart, leverde ook geen doorbraak op. Zelensky riep op tot rechtstreekse gesprekken met Poetin om een einde te maken aan de oorlog. Sergey Lavrov zei dat rechtstreekse gesprekken tussen de twee presidenten pas konden doorgaan als beide partijen dichter bij een regeling waren.

### Hervatting (Istanbul 29-30 maart)
Op 29 maart werden de onderhandelingen tussen de Russische en Oekraïense delegaties op neutraal terrein hervat in Istanbul. Voorafgaand aan de bijeenkomst verklaarde de Turkse president Erdoğan dat Oekraïne bereid was om in te stemmen met 4 van de 6 eisen van Rusland, met name af te zien van het NAVO-lidmaatschap en om Russisch de tweede officiële taal van Oekraïne te maken, maar niet bereid was om de Russische bezetting van de Krim of delen van de oblasten Luhansk en Donetsk te erkennen. Oekraïne stelde voor om een neutrale status aan te nemen in ruil voor veiligheidsgaranties op basis van artikel 5 van de NAVO. De voorstellen omvatten ook een consultatieperiode van 15 jaar over de status van de Krim en de terugtrekking van alle Russische troepen naar hun posities van voor de invasie.
Zowel de Wit-Russische president Loekasjenko als president Putin bevestigden in juni 2023 dat op die onderhandelingen vooruitgang was geboekt.
Twee jaar later trokken Amerikaanse denktanks lessen uit deze episode: Foreign Affairs en analisten aan de George Washington-universiteit. In juni 2024 publiceerde The New York Times “De knelpunten die Rusland en Oekraïne uit elkaar hielden”, een overzichtelijke oplijsting van de toenmalige standpunten, met een Engelse vertaling van het volledige oorspronkelijke ontwerpakkoord en -communiqué.

### April-mei 2022
Tijdens onderhandelingen in april 2022 bereikten Russische en Oekraïense onderhandelaars een voorlopig akkoord over een mogelijke vredesovereenkomst, het zogenoemde “Istanbul Communiqué” of de “Istanbul agreements”, gerapporteerd door Foreign Affairs, waarbij voormalige Amerikaanse functionarissen werden geciteerd: Rusland zou zich terugtrekken op zijn positie van 23 februari, toen het een deel van de Donbas-regio en de hele Krim controleerde, en in ruil daarvoor zou Oekraïne beloven niet naar het NAVO-lidmaatschap te streven en in plaats daarvan veiligheidsgaranties van een aantal landen te krijgen. Deze versie zou zijn bevestigd door Davyd Arachamija, die bij het begin van de onderhandelingen de Oekraïense delegatie leidde. Een voorgestelde ontmoeting tussen Zelensky en Poetin werd echter uitgesloten na het verrassingsbezoek op 9 april van de Britse premier Boris Johnson die, wellicht in overleg met de VS, Zelensky afraadde te onderhandelen met Poetin. Het was kennelijk de bedoeling van vooral de VS “om Rusland te verzwakken”. Volgens sommige bronnen was de weigering te onderhandelen een gevolg van de ontdekking van Russische oorlogsmisdaden in Boetsja op 2 april, maar nog op 4 april en op 10 april herhaalde president Zelensky zijn voornemen om hoe dan ook verder te onderhandelen. Medio april bezocht Roman Abramovich Kiev in een ultieme poging om de onderhandelingen te hervatten, maar kort nadien werden de gesprekken opgeschort. En enkele maanden later verklaarde Sergej Lavrov “dat de geografische doelstellingen van de "speciale militaire operatie" van Moskou in Oekraïne niet langer beperkt waren tot de oostelijke Donbas-regio, en ook een aantal andere gebieden omvatten.
Op 11 april voerde de Oostenrijkse bondskanselier Karl Nehammer in Moskou "zeer directe, open en lastige" gesprekken met Poetin. VN-secretaris-generaal António Guterres had op 26 april in Rusland afzonderlijke ontmoetingen met Poetin en Lavrov. De Russische president toonde zich "in principe" wel bereid om de omsingelde burgers in de havenstad Marioepol te laten evacueren onder begeleiding van de VN of het Rode Kruis, maar ontkende Russische betrokkenheid bij het bloedbad van Boetsja. Echt succesvol leek het stroeve gesprek echter niet te zijn geweest.
Op 13 mei trad de Amerikaanse minister van Defensie Lloyd Austin over een hotline in contact met de Russische minister van Defensie Sergej Sjojgoe. Dit eerste gesprek sinds 18 februari, vóór de invasie, duurde ongeveer een uur en Austin drong aan op een onmiddellijk staakt-het-vuren.

### Vredesvoorstel Henry Kissinger (mei 2022)
Henry Kissinger, die na de annexatie van de Krim in 2014 nog geen voorstander was van toetreding van Oekraïne tot de NAVO, vond in mei 2022 in een boodschap aan het World Economic Forum die toetreding gepast “nu de oorlog toch was gestart”. Maar tegelijk waarschuwde hij “Oekraïne moet land afstaan aan Rusland om deze oorlog te beëindigen. Anders komt er nooit vrede.” Hij doelde daarbij op de scheidingslijn die er was ten tijde van Nixon en Ford (1968-1980), toen Rusland formeel de Krim en informeel Loehansk en Donetsk controleerde. De Oekraïense president Zelensky en zijn minister van Buitenlandse Zaken wezen het voorstel beslist af.

### Juli 2022: Graandeal
Op 22 juli 2022 werd er een akkoord bereikt tussen Rusland, Oekraïne, Turkije en de Verenigde Naties om de export van graan en aanverwante producten te hervatten via de Zwarte Zee. Miljoenen tonnen aan graan zat opgesloten in silo’s wegens de blokkade van de Oekraïense havens door de Russische Zwarte Zeevloot en omringende zeemijnen. Op 29 oktober 2022 schortte Rusland de deal op na een vermeende aanval op hun Zwarte Zeevloot in Sebastopol. Op 2 november 2022 stapte Rusland opnieuw in het graanakkoord. In april 2024 stapte Oekraïne uit de graandeal.

### Augustus 2022
Na een trilaterale ontmoeting in Lviv, Oekraïne, met president Zelensky en VN-secretaris-generaal António Guterres zei de Turkse president Erdogan dat hij mogelijke manieren heeft besproken om een einde te maken aan de oorlog, nu er een positieve sfeer was ontstaan door de graandeal van juli 2022. Ook waarschuwde hij voor het gevaar op een "nieuw Tsjernobyl" bij de kerncentrale Zaporizja. President Zelensky riep de Verenigde Naties op om dringend de kerncentrale "volledig te bevrijden" van Russische troepen.

### September 2022
In september stelde Mexico voor een "bemiddelingscommissie" op te richten, onder leiding van de Indiase premier Narendra Modi, VN-secretaris-generaal Antonio Guterres en paus Franciscus, met als doel een vijfjarige wapenstilstand af te spreken. Oekraïne reageerde negatief.
Op 21 september sprak Zelensky de Algemene Vergadering van de VN toe met een vooraf opgenomen video, waarin hij vijf voorwaarden voor een "vredesformule" uiteenzette: "straf voor agressie, de bescherming van het leven, het herstel van de veiligheid en de territoriale integriteit, veiligheidsgaranties en de vastberadenheid om onszelf te verdedigen.”
Na de annexatie van vier Oekraïense oblasten eind september verwierp president Zelensky verdere onderhandelingen, en vroeg versnelde toetreding tot de NAVO.
Dankzij bemiddeling door de Saoedische kroonprins Mohammad bin Salman liet Rusland op 21 september een vijftal gevangen buitenlandse strijders vrij.

### Oktober 2022
Op 3 oktober 2022 lanceerde Elon Musk een controversieel voorstel op Twitter. Musk stelde dat Oekraïne de Krim permanent zou moeten afstaan aan Rusland, dat dan verzekerd zou zijn van zijn watertoevoer uit Oekraïne, en dat Oekraïne zou moeten afzien van zijn voornemen om lid te worden van de NAVO. Het vierdelige voorstel, gepost als een Twitter-poll, stelde nieuwe referenda voor onder toezicht van de VN over de annexatie van door Rusland bezette gebieden. Het voorstel werd toegejuicht door de Russische regering en afgewezen door de Oekraïense zijde als "pro-Rusland". Musk noemde die door hem geschetste vredesdeal “zeer waarschijnlijk de uiteindelijke uitkomst”. “De vraag is alleen hoeveel mensen moeten sterven voordat we dat punt bereiken.”
Na de raketaanvallen op Oekraïne in oktober 2022 spraken China en India, die zich bij de VN hadden onthouden van een veroordeling van Rusland, hun bezorgdheid uit. Beide landen riepen op tot de-escalatie en dialoog. De Turkse president Erdogan sprak enige hoop uit op een diplomatieke oplossing en zei dat Poetin "nu meer openstaat voor mogelijke vredesbesprekingen" en dat de regering in Kiev "dergelijke vredesbesprekingen niet afwees. " De Russische regering kondigde aan klaar te zijn voor een hernieuwde dialoog, en inderdaad altijd open te hebben gestaan voor onderhandelingen over een einde aan de vijandelijkheden. Op 4 oktober ondertekende president Zelensky een decreet dat onderhandelingen tussen Oekraïners en de Russische president Vladimir Poetin officieel onmogelijk maakte.

### November 2022: 10 puntenplan
In een videotoespraak van 7 november herhaalde president Zelensky de voorwaarden voor onderhandelingen met Rusland: "Nog één keer: herstel van territoriale integriteit, respect voor het handvest van de VN, compensatie voor alle materiële verliezen veroorzaakt door de oorlog, bestraffing van elke oorlogsmisdadiger en garanties dat dit niet meer gebeurt."
De Amerikaanse voorzitter van de Joint Chief of Staff Mark Milley drong er bij Oekraïne en Rusland op aan om een "politieke oplossing" te vinden en zei dat "de waarschijnlijkheid van een volledige Oekraïense militaire overwinning - inclusief de Krim - militair gezien niet groot is."
Op de G20-top in Bali, Indonesië, waar president Poetin niet aanwezig is, stelt president Zelensky een tienpuntenplan voor als basis voor vredesbesprekingen. Het plan omvatte onder meer garanties voor de Oekraïense veiligheid, vrije graanexport, nucleaire veiligheid, wapenstilstand en gevangenenruil. Rusland moest de vier geannexeerde gebieden opnieuw afstaan en zijn troepen terugtrekken. Een speciaal tribunaal moet Russische oorlogsmisdaden vervolgen. Zelensky herhaalt zijn plan eind december 2022.

### December 2022
In een interview met Associated Press eind december 2022 riep de Oekraïense minister van Buitenlandse Zaken Dmytro Kuleba op tot een vredestop in februari 2023 bij de VN, bemiddeld door secretaris-generaal António Guterres. Maar Rusland kan volgens hem alleen voor een dergelijke top worden uitgenodigd als het land eerst voor een tribunaal voor oorlogsmisdaden komt te staan.
Van Russische zijde herhaalde woordvoerder Peskov daags nadien dat een mogelijk vredesplan voor Oekraïne de annexatie door Rusland van de vier gebieden in het oosten en zuiden van het land moet erkennen.

## Vredesonderhandelingen en -voorstellen in 2023

### Januari-maart 2023
In januari 2023, en opnieuw in maart, werden van Russische zijde onderhandelingen onmogelijk geacht.
Tijdens overleg in Brasilia op 30 januari met de Duitse bondskanselier Olaf Scholz pleitte de Braziliaanse president Lula da Silva voor de oprichting van een "vredesclub" van landen die "gerespecteerd zouden worden aan de onderhandelingstafel" en konden optreden als bemiddelaars. Hij noemde India, Indonesië en China als mogelijke deelnemers, samen met Latijns-Amerikaanse landen.

### Chinees 12-puntenplan

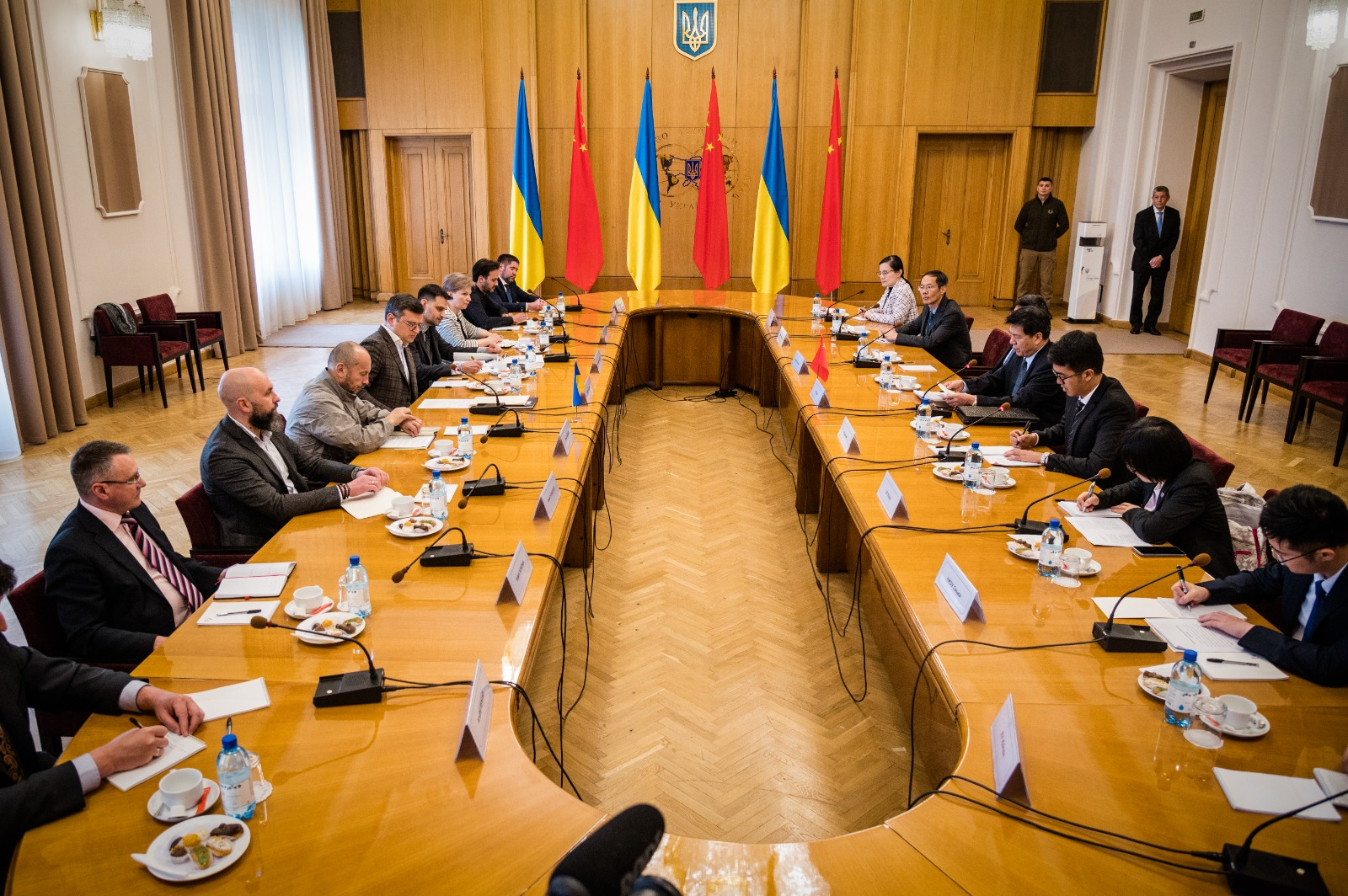
Overleg van de minister van Buitenlandse Zaken van Oekraïne, Dmytro Kuleba, met de speciale vertegenwoordiger van de Chinese regering, Li Hui, op 16 mei 2023.

Op 24 februari 2023 presenteerde China een 12 puntenplan voor vrede:
1. respect voor soevereiniteit
2. veiligheid van een land niet ten koste van een ander land
3. staakt-het-vuren
4. vredesgesprekken
5. humanitaire crisis oplossen
6. burgers en krijgsgevangenen beschermen
7. veiligheid van kerncentrales
8. geen nucleaire, biologische of chemische wapens
9. graanexport
10. eenzijdige sancties opheffen
11. geen handelsoorlog
12. wederopbouw.

De eerste reacties op het Chinese vredesplan waren niet positief. Een Europese diplomaat zei tegen persbureau Reuters dat 'dit geen vredesplan is', en een Oekraïense diplomaat vond het vreemd dat het plan niet met Oekraïne was gedeeld. Op 4 juni 2023 verklaarde de Oekraïense minister van Defensie Oleksii Reznikov na afloop van de Shangri-La-Dialoog dat Oekraïne alleen bereid is China als bemiddelaar te accepteren als Peking Rusland zover kan krijgen dat het zich terugtrekt uit alle gebieden die het heeft bezet.

### April 2023
Op 6 april 2023, tijdens een bezoek van de Franse president Emmanuel Macron aan de Chinese president Xi Jinping drongen beiden aan op vredesonderhandelingen.
Andri Sybiha, adviseur van president Zelensky, zei tegen de Financial Times dat Oekraïne pas kon onderhandelen wanneer de Oekraïense troepen de grens van het schiereiland de Krim bereikten. Tevens publiceerde Oekraïne op 2 april een twaalfpuntenplan voor de Krim zodra het schiereiland op de Russen is heroverd. In het plan staat onder meer dat de brug die het schiereiland met het Russische vasteland verbindt moet worden gesloopt, en dat het schiereiland zal “gezuiverd” worden van personen die de Russische autoriteiten hebben gesteund bij de inlijving van de Krim in 2014.
De Braziliaanse president Lula da Silva stelde bij een bezoek aan China op 11 april voor dat Oekraïne de Krim zou opgeven in ruil voor vrede. Oekraïne verwierp het idee. Lula da Silva veroordeelde de schending van de territoriale integriteit van Oekraïne, maar pleitte voor een politieke oplossing van het conflict via onderhandelingen en toegevingen. Hij zei bezorgd te zijn over de "wereldwijde gevolgen" van de oorlog "in termen van voedsel- en energiezekerheid, vooral in de armste regio's van de planeet".
Paus Franciscus liet op 30 april bij zijn terugkeer uit Hongarije weten dat het Vaticaan betrokken is bij discrete pogingen een einde te maken aan het conflict.

### Mei 2023
In een interview met El País van 9 mei 2023 zei secretaris-generaal van de VN António Guterres dat vredesonderhandelingen "op dit moment niet mogelijk zijn", omdat het duidelijk was dat Rusland en Oekraïne "allebei ervan overtuigd zijn dat ze kunnen winnen."
Op 16 mei kondigde de Zuid-Afrikaanse president Cyril Ramaphosa aan dat de leiders van Afrikaanse landen een nieuw initiatief voor vrede in Oekraïne zouden voorstellen tijdens een geplande reis naar Oekraïne en Rusland.
Op 22 mei verklaarde Denemarken zich bereid om in juli 2023 als gastheer op te treden voor een top gericht op "het vinden van vrede tussen Oekraïne en Rusland", maar daar zouden ook landen als India, Brazilië en China bij moeten betrokken worden.

### Juni 2023
Op 3 juni stelde de Indonesische minister van Defensie Prabowo Subianto tijdens de Shangri-La-Dialoog een vredesplan voor met meerdere punten, waaronder een staakt-het-vuren en het instellen van een gedemilitariseerde zone onder toezicht van de Vredesmacht van de Verenigde Naties. Onder toezicht van de VN moest een referendum worden gehouden "om objectief vast te stellen wat de wensen zijn van de meerderheid van de inwoners van de verschillende betwiste gebieden". Prabowo's voorstel werd bekritiseerd door EU-buitenlandchef Josep Borrell: “we moeten vrede brengen in Oekraïne", maar het moet een "rechtvaardige vrede zijn, geen capitulatie". De Oekraïense minister van Defensie Oleksii Reznikov, die de tweedaagse top bijwoonde, wees het voorstel botweg van de hand: "het klinkt als een Russisch plan, niet als een Indonesisch plan," zei hij, en "we hebben geen bemiddelaar nodig die naar ons toekomt (met) dit vreemde plan."
Op 15 juni 2023 opperde president Zelensky in een toespraak voor het Zwitsers parlement de mogelijkheid dat het land een vredestop over Oekraïne zou organiseren. Maar op 29 juni verwierp Rusland die mogelijkheid, omdat Zwitserland zich had aangesloten bij de sancties van de Europese Unie tegen Rusland.
Op 16 en 17 juni bracht een Afrikaanse delegatie, waaronder vertegenwoordigers van Zuid-Afrika, Egypte, Senegal, Congo-Brazzaville, de Comoren, Zambia en Oeganda, een bezoek aan Oekraïne en Rusland om op te roepen tot vrede. Zowel Rusland als Oekraïne verwelkomden de missie van de Afrikaanse leiders, maar geen van beiden liep warm voor het tienpuntenplan. Van Oekraïense zijde werd herhaald dat onderhandelingen alleen mogelijk zijn als Rusland zich terugtrekt uit alle bezette gebieden, terwijl de Russische leiders bij onderhandelingen uitgaan van „nieuwe werkelijkheden”, daarmee verwijzend naar de vijf geannexeerde provincies.
Op 24 juni waren hoge ambtenaren van Oekraïne, de G7-landen, de Europese Unie en landen als Brazilië, India, Saudi-Arabië, Zuid-Afrika en Turkije, in het Deense Kopenhagen bijeen voor besprekingen over het voorstel dat Denemarken op 22 mei had gelanceerd om als gastheer op te treden voor een “vredestop”. De delegaties meldden dat er wel vooruitgang was geboekt, maar dat een top om een document goed te keuren nog maanden op zich zou laten wachten. Bij de top zou Rusland niet betrokken worden, omdat men een brede coalitie achter de regering in Kiev wilde scharen.
In opdracht van paus Franciscus bezocht kardinaal Zuppi op 28 juni Moskou, waar hij “humanitaire initiatieven” onderzocht die een “pad naar vrede” moeten openen. Tegelijkertijd bezocht zijn collega kardinaal Krajewski in Oekraïne het overstroomde Cherson na de verwoesting van de Kachovkadam.

### Juli-augustus 2023

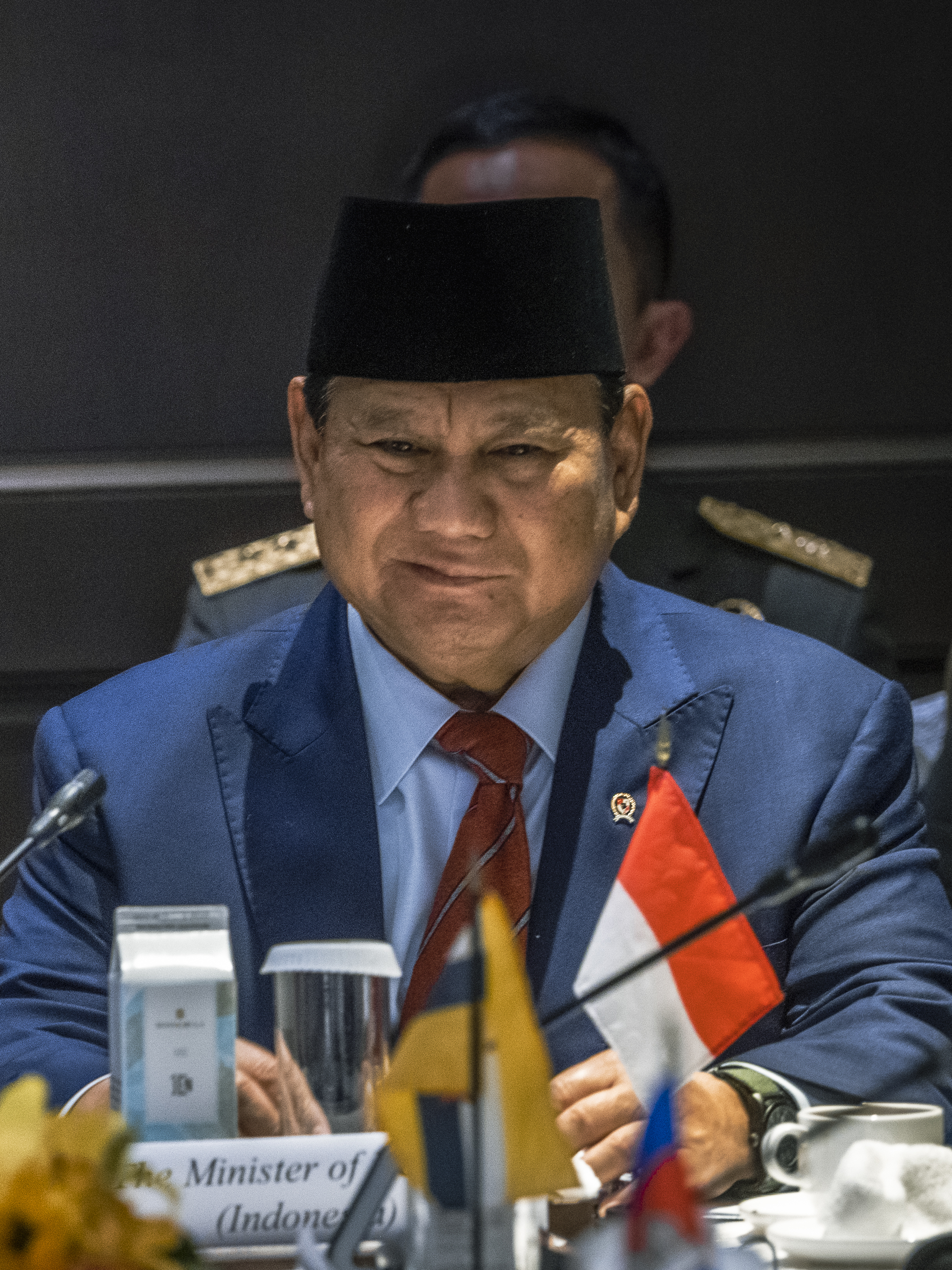
De Indonesische minister van Defensie Prabowo Subianto stelt tijdens de Shangri-La-Dialoog een vredesplan voor.

Begin juli raakte bekend dat een groep voormalige hoge Amerikaanse veiligheidsambtenaren geheime gesprekken voerde met hun Russische evenknie, met de bedoeling in een parallelle diplomatie te zoeken naar onderhandelingsmogelijkheden. Op de agenda stonden naar verluidt ook netelige kwesties zoals de toekomst van het door Rusland bezette gebied in Oekraïne. Van 17 tot 19 juli bezocht kardinaal Zuppi Washington D.C., waar hij een brief van de paus overhandigde aan president Joe Biden.
Op 5-6 augustus overlegden in Jeddah (Saoedi-Arabië) topambtenaren van zo’n veertig landen over de oorlog in Oekraïne. De gesprekken volgden op een eerdere ontmoeting in Kopenhagen op 24 juni. Een echt vredesvoorstel kwam er niet, wel een volgende ambtelijke gespreksronde, om een vredestop van staatshoofden voor te bereiden. Volgens Oekraïne, dat het eigen tienpuntenplan voorlegde, was de aanwezigheid van China een succes. Rusland, dat niet was uitgenodigd, noemde het overleg "een tot mislukken gedoemde poging van het Westen om het mondiale Zuiden achter Oekraïne te krijgen".

### September-december 2023
In november 2023 maakte NBC gewag van verkennende gesprekken binnen de Westerse Ukraine Defense Contact Group over wat Oekraïne in grote lijnen zou moeten opgeven om tot een overeenkomst met Rusland te komen. Achter de schermen zou ook de regering-Biden de Oekraïense leiders aansporen om open te staan voor onderhandelingen met Rusland.
Voormalig bondskanselier Gerhard Schröder, die bij de onderhandelingen van maart-april 2022 had bemiddeld, blikte in oktober 2023 terug op het (mislukte) vredesproces.

## Vredesonderhandelingen en -voorstellen in 2024

### Januari-mei 2024
Discrete contactvoorstellen voor een staakt-het-vuren langsheen bestaande linies, begin 2024, vanuit Rusland maar zonder deelname van Oekraïne, zouden zijn afgewezen door de VS, precies omdat Oekraïne niet was betrokken.
Eind april 2024 publiceerde het America First Policy Institute, een met presidentskandidaat Donald Trump gelieerde denktank, een uitgewerkt vredesplan dat mogelijk een blauwdruk kon worden voor toekomstig beleid van Trump. Het plan impliceerde Oekraïense toegevingen, en betwijfelde of daar Amerika’s vitale belangen op het spel staan.

### Vredesconferentie in Zwitserland (15-16 juni)
Half januari kondigde de Zwitserse president plannen aan voor een vredesconferentie, en eind februari bevestigde de Zwitserse VN-delegatie dat het land van plan was om "tegen de zomer" een vredestop op hoog niveau over Oekraïne te organiseren. De conferentie zou doorgaan op 15-16 juni 2024, in het Bürgenstock-hotel boven het Vierwoudstrekenmeer. Rusland is niet uitgenodigd en China neemt niet deel: Moskou noemt de conferentie “zinloos” als er geen rekening wordt gehouden met de belangen van Rusland, en China zegt tevergeefs aangedrongen te hebben op gelijke deelname van zowel Rusland als Oekraïne, en op eerlijke discussies over alle vredesvoorstellen. Rusland had in juni 2023 al afwijzend gereageerd op een soortgelijk voorstel, omdat Zwitserland zich had aangesloten bij de sancties van de Europese Unie tegen Rusland.
Daags voor de conferentie somde president Poetin de Russische voorwaarden voor onderhandelingen op:
Oekraïne moet zijn troepen terugtrekken uit vier Oekraïense regio's die door Moskou worden opgeëist (Zaporizja, Cherson, Donetsk en Loehansk) en zijn ambities opgeven om NAVO-lid te worden. Op de openingsdag van de conferentie publiceerde The New York Times “De knelpunten die Rusland en Oekraïne uit elkaar hielden”, een overzichtelijke oplijsting van de toenmalige (maart-april 2022) standpunten, met een Engelse vertaling van het volledige oorspronkelijke ontwerpakkoord en -communiqué. Op de slotdag stemden tachtig landen in met een slotverklaring, waarin staat dat de territoriale integriteit en soevereiniteit van Oekraïne de basis moeten zijn voor duurzame vrede in het land.

### Juni-augustus 2024
Eind juni 2024 stelde president Zelensky een nieuwe vredestop in het vooruitzicht, mogelijk nog in 2024: "We hebben niet veel tijd. We hebben veel gewonden en doden, zowel militairen als burgers. Dus we willen niet dat deze oorlog nog jaren duurt. Daarom moeten we dit plan voorbereiden en het op tafel leggen tijdens de tweede vredestop," aldus de president. Op 15 juli verduidelijkte Zelensky “dat Rusland vertegenwoordigd zou moeten zijn op een tweede vredesconferentie". Rusland reageerde afwachtend. Italië en Zwitserland kozen op 12 augustus voor “een tweede vredestop waarbij alle partijen, inclusief Rusland, en alle relevante mondiale actoren betrokken zijn”. Een tweede vredestop zou echter “niet kunnen doorgaan in een land dat het communiqué van de eerste vredestop (15-16 juni 2024) niet ondertekende,” zei Zelensky, doelend op India, na het bezoek van premier Modi op 23 augustus. Op 20 juli sloot Zelensky overleg met Rusland niet uit, zelfs onder Poetin, en op 31 juli zette hij de deur op een kier voor een mogelijk referendum in sommige Oekraïense regio’s.
Een andere mogelijke piste is volgens Zelensky de bemiddeling door derden, wellicht Turkije en de VN, zoals het geval was met de Graandeal van 2022.
Bij een blitzbezoek aan Kiev op 2 juli vroeg de Hongaarse premier Viktor Orbán – sinds 1 juli EU-raadsvoorzitter - Zelensky om een snel staakt-het-vuren te overwegen alvorens aan onderhandelingen te beginnen. Meteen daarna reisde Orbán door naar Moskou voor een ontmoeting op 5 juli met president Poetin, het eerste trilaterale contact sedert het bezoek van de Oostenrijkse kanselier Karl Nehammer op 11 april 2022. Op 8 juli ontmoette Orbán in Beijing president Xi Jinping. De Hongaarse premier sprak van een “vredesmissie”, maar Europese leiders, net als Zelensky, veroordeelden het initiatief van Orbán. Na afloop van de NAVO-top in Washington DC overlegde Orban ten slotte op 11 juli ook met VS-presidentskandidaat Donald Trump in Mar-a-Lago. In een telefoongesprek met president Zelensky op 19 juli bevestigde Trump dat hij, eenmaal verkozen, “vrede zal brengen in de wereld en een einde maken aan de oorlog die zoveel levens heeft gekost (...). Beide partijen zullen samen kunnen komen en onderhandelen over een overeenkomst die een einde maakt aan het geweld en de weg vrijmaakt voor welvaart.”
De Oekraïense buitenlandminister Dmytro Koeleba besprak op 23 juli met zijn Chinese collega Wang Yi de vooruitzichten op vredesbesprekingen tussen Oekraïne en Rusland, na recente uitspraken van president Zelensky waarmee hij voor het eerst sinds lange tijd de deur openzette naar directe gesprekken tussen Kiev en Moskou over een vredesregeling.
Besprekingen om de aanvallen op de energie- en elektriciteitsinfrastructuur aan beide kanten te staken werden opgezet na bemiddeling van Qatar, dat afzonderlijk vergaderde met de Oekraïense en Russische delegaties. Volgens betrokken diplomaten ontspoorden de gesprekken na het Oekraïense Koersk-offensief op 6 augustus 2024. Na die aanval verwierp Rusland elk voorstel tot onderhandelingen, maar herhaalde “dat het zijn eerdere vredesvoorstellen niet introk”.

### September-december 2024
In de marge van de Algemene Vergadering van de VN presenteerden China en Brazilië op 27 september 2024 opnieuw hun reeds in mei 2024 voorgestelde vredesplan. Het plan voorzag onder meer een einde aan de uitbreiding van het slagveld, geen escalaties of provocaties, hervatting van de directe dialoog en een internationale vredesconferentie met zowel Rusland als Oekraïne. Zwitserland verwelkomde het voorstel, maar Oekraïne wees het af.
Begin december lanceerde de Hongaarse premier Orban een - met Rusland doorgesproken - voorstel voor een kerstbestand in de oorlog, evenals een omvangrijke ruil van krijgsgevangenen. Maar Oekraïne wees het voorstel van de hand, en zei dat er helemaal geen overleg met de Hongaren was geweest.

## Vredesonderhandelingen en -voorstellen in 2025

### Januari-maart 2025
Bij het aantreden van president Trump gaven of herhaalden de belangrijkste betrokken partijen hun standpunt inzake wapenstilstand en onderhandelingen bij het conflict. De Britse premier Keir Starmer had al tijdens een bezoek aan Kiev op 16 januari beloofd “Oekraïne in de sterkst mogelijke positie” te brengen”, bij de ondertekening van een “mijlpaalakkoord voor 100 jaar voor economische en militaire steun aan het door oorlog geteisterde land”. In een interview op 24 januari 2025 met journalist Pavel Zarubin bevestigde president Poetin nogmaals open te blijven staan voor gesprekken over Oekraïne, meer bepaald met de volgens hem “pragmatische” president Trump. Toch zag Poetin het Oekraïens decreet over een onderhandelingsverbod met Rusland en de afgelopen ambtstermijn van Zelensky als belemmeringen. 
President Trump, die in zijn campagne nog had beloofd het conflict “in 1 dag op te lossen”, nuanceerde kort na zijn eedaflegging dat zijn regering al “zeer serieuze” gesprekken met Rusland had gevoerd over de oorlog, en dat hij samen met de Russische president “belangrijke actie” zou kunnen ondernemen om het slepende conflict te beëindigen. De Oekraïense president Zelensky had volgens hem een deal met Poetin moeten sluiten om het conflict te vermijden. De Oekraïense president Zelensky relativeerde van zijn kant op 26 januari het eerdere onderhandelingsverbod met Rusland (decreet van 4 oktober 2022) , en bevestigde opnieuw zijn bereidheid om met de Russische kant te onderhandelen. EU-buitenlandvertegenwoordiger Kaja Kallas, die daarvoor al had gepleit voor een gevoelige verhoging van het defensiebudget in de EU, benadrukte bij de BBC dat “elke poging om de oorlog in Oekraïne te stoppen door het conflict te bevriezen, Rusland alleen maar in staat zal stellen "zich te hergroeperen en opnieuw aan te vallen”.
Op 12 februari werd, na een telefoongesprek tussen de presidenten Trump en Poetin, het openingsbod van de VS bij mogelijke onderhandelingen duidelijk: “geen teruggave van door Rusland bezet Oekraïens grondgebied en geen NAVO-lidmaatschap voor Oekraïne”. Dit bleek in Europa en Oekraïne “keihard aangekomen”. Het leidde tot spanningen tussen de VS en Europa, en een crisissfeer op de Veiligheidsconferentie van München van 14-16 februari. Kort nadien knoopten de VS en Rusland op 18 februari in Riyad (Saoedi-Arabië) gesprekken aan om alvast het diplomatieke overleg tussen beide landen te herstellen. Europa en Oekraïne waren bij dit overleg niet uitgenodigd. Europese leiders zochten naar een manier om aan de onderhandelingen te kunnen deelnemen. Eind februari leken de vredesonderhandelingen in een stroomversnelling te komen naar aanleiding van een voorgestelde Grondstoffendeal tussen de VS en Oekraïne over de exploitatie van mineralen, waaronder zeldzame aardmetalen. Een akkoord zou op 28 februari 2025 in het Witte Huis ondertekend worden tussen de presidenten Trump en Zelensky, maar de ontmoeting ontaardde in een openlijke ruzie, onder meer over de rol van diplomatie en over de door Oekraïne geëiste veiligheidsgaranties.
Toch volgden daarop voorbereidende vredesgesprekken, op 11 maart tussen de VS en Oekraïne in Jeddah (Saoedi-Arabië), en op 13 maart tussen de VS en Rusland in Moskou. Kort daarop steunden Rusland en Oekraïne een Amerikaans plan om wederzijds de aanvallen in de energiesector op te schorten. De toezeggingen volgden op een langdurig telefoongesprek op 18 maart tussen de Amerikaanse president Trump en de Russische president Poetin.

### April-juni 2025
Half april bleek het bestand over de energiesector vaak te zijn geschonden, en ook een kortstondig Russisch “paasbestand” leidde niet tot een duurzaam staakt-het-vuren. 
Op 22 april berichtte de Financial Times dat Rusland bereid zou zijn de militaire operaties in Oekraïne langs de huidige frontlinie te stoppen, maar dit werd later door Moskou ontkend.  
Westers vredesoverleg was er in Parijs op 17 april, met een vervolg in Londen op 23 april. Naast Britse, Franse en Duitse regeringsdelegaties namen ook Oekraïne en de VS deel, maar er rees onenigheid tussen de VS enerzijds, en Europa en Oekraïne anderzijds, toen VS-buitenlandminister Marco Rubio besloot niet deel te nemen aan het overleg. Op 25 april publiceerde Reuters de volledige tekst van de definitieve voorstellen van de VS, en de Europese tegenvoorstellen. Beide teksten liepen op belangrijke punten sterk uiteen:
| Verenigde Staten | Europa/Oekraïne |
| --- | --- |
| - erkenning van Russische controle over de Krim en delen van Zuid- en Oost-Oekraïne - Oekraïne geen NAVO-lidmaatschap - Oekraïne krijgt veiligheidsgaranties van Europese en andere landen (niet VS) - sancties tegen Rusland direct te beëindigen - geen bepalingen voor financiële compensatie | - territoriale kwesties pas na een wapenstilstand bespreken, zonder erkenning van Russisch grondgebied - militaire vrijheid voor Oekraïne en sterke Amerikaanse veiligheidsbeloften, vergelijkbaar met NAVO’s Artikel 5 - geleidelijke opheffing van sancties gekoppeld aan blijvende vrede, met mogelijkheid tot herinvoering - financiële compensatie voor Oekraïne uit bevroren Russische tegoeden. |

Voor 8 tot 10 mei vaardigde Rusland een kortstondig staakt-het-vuren uit, ter gelegenheid van het einde van de Tweede Wereldoorlog. Op 10 mei lanceerden de leiders van Frankrijk, Duitsland, Polen en Groot-Brittannië, met instemming van Oekraïne en van de Amerikaanse president Trump, een voorstel aan Rusland voor een onvoorwaardelijk staakt-het-vuren van 30 dagen, met ingang van 12 mei. De Russische president Poetin wilde als tegenvoorstel, in plaats daarvan, rechtstreeks overleg met Oekraïne vanaf 15 mei in Istanbul, maar president Zelensky hield eerst vast aan het staakt-het-vuren. 

#### Istanbul (mei-juni 2025)
Op 16 mei vond in Istanbul een eerste rechtstreeks vredesoverleg plaats, onder leiding van de Turkse buitenlandminister Hakan Fidan. Rusland en Oekraïne werden het eens over een ruil van 1.000 krijgsgevangenen, spraken af om in detail schriftelijke voorstellen voor een staakt-het-vuren uit te wisselen, waarna de besprekingen zouden voortgezet worden, en bespraken een mogelijke topontmoeting tussen beide staatshoofden. Internationaal werd de bijeenkomst, ook door de VN en door Rusland, als een eerste positieve stap gezien, maar de Europese leiders waren kritischer, en overwogen op de zesde top van de Europese Politieke Gemeenschap in Tirana nieuwe sancties tegen Rusland.
Een tweede, kort gesprek volgde op 2 juni. Rusland en Oekraïne bereikten een akkoord over een nieuwe gevangenenruil van zo'n 1.000 krijgsgevangenen langs elke kant, en de uitwisseling van lichamen van gesneuvelde militairen. Beide landen wisselden een memorandum uit, een stappenplan met de voorwaarden van beide zijden voor een volledig staakt-het-vuren of zelfs vrede.  De standpunten van Oekraïne en die van Rusland boden volgens waarnemers echter weinig vooruitzicht op een snel akkoord, vanwege de grote verschillen: 
| Onderwerp             | Oekraïense positie                              | Russische positie                                  |
| --------------------- | ----------------------------------------------- | -------------------------------------------------- |
| Wapenstilstand        | Voorwaarde voor onderhandelingen                | Alleen na Oekraïense concessies                    |
| Territorium           | Geen erkenning van Russische annexaties         | Volledige erkenning van Russische claims           |
| NAVO / Soevereiniteit | Geen beperkingen, vrije keuze                   | Neutraliteit, geen NAVO, militaire beperkingen     |
| Humanitair            | Focus op terugkeer kinderen en gevangenen       | Algemeen amnestievoorstel                          |
| Sancties / herstel    | Gefaseerde sanctie-opheffing, herstelbetalingen | Directe opheffing sancties, geen herstelbetalingen |
| Binnenlandse politiek | Zelfbeschikking                                 | Verkiezingen, partijverboden, bescherming kerk     |

### Alaska (15 augustus 2025)
De Amerikaanse president Trump ontving de Russische president Poetin voor vredesbesprekingen op de Elmendorf-Richardson militaire basis in Anchorage, in de Amerikaanse staat Alaska. De Oekraïense president Zelensky was niet uitgenodigd. Agendapunten waren de oorlog in Oekraïne, economische samenwerking en internationale veiligheid. Het topoverleg duurde 2 à 3 uur. Naast de twee presidenten, namen van Amerikaanse zijde ook de minister van buitenlandse zaken Marco Rubio en speciaal gezant Steve Witkoff deel, en van Russische zijde de minister van buitenlandse zaken Sergej Lavrov en adviseur buitenlands beleid Joeri Oesjakov, bijgestaan door tolken. Concrete zaken zoals een staakt-het-vuren werden niet gerealiseerd, enkel bereidheid om verder te praten over vrede. Poetin nodigde Trump uit voor verder topoverleg in Moskou.

## Vredesoproepen
Verschillende prominente personen deden een oproep om vredesonderhandelingen aan te vatten, en onder meer:
- Paus Franciscus pleitte van bij het begin van de vijandelijkheden voor onderhandelingen, en liet zijn invloed gelden via de Vaticaanse diplomatie.[95][158] De paus herhaalde zijn oproep op 10 maart 2024, in een interview met omroep RSI,[159] en opnieuw in zijn kerstboodschap Urbi et orbi op 25 december 2024.[160]
- Jürgen Habermas (Duits filosoof), in Süddeutsche Zeitung (14 februari 2023).[161]
- Vivek Ramaswamy, Amerikaans presidentskandidaat 2024, in een interview met ABC (4 juni 2023)[162]
- Nicolas Sarkozy (oud-president van Frankrijk), in Le Figaro (16 augustus 2023).[163]
- Amerikaanse denktanks Council on Foreign Relations (Foreign Affairs[164]) en Quincy Institute[165] stelden in maart 2024 voor om alvast een diplomatiek onderhandelingskader voor te bereiden.
- Op 23 augustus stelde de Indiase premier Narendra Modi na zijn ontmoeting met president Zelensky “dat zijn bezoek aan Kiev een boodschap van vrede was.” Hij moedigde zowel Rusland als Oekraïne aan om zo snel mogelijk rond de tafel te gaan zitten voor besprekingen.[166]
- Op 8 september 2024 riep de Duitse bondskanselier Olaf Scholz op tot een vredesconferentie waaraan ook Rusland deelneemt. President Zelensky is het daar volgens hem mee eens. Rusland reageerde afwijzend: "we horen nog niks van het land dat dit proces aanstuurt", doelend op de Verenigde Staten.[167]
- Enkele Vlaamse journalisten en intellectuelen, onder wie Reginald Moreels, Philippe Van Parijs, Gerard Bodifée, Tom Sauer en Walter Zinzen, deden op verschillende tijdstippen uiteenlopende oproepen tot vrede en overleg, in Oekraïne en elders, en tot bezinning over de in de media aangeprezen wapenwedloop.[168]

## Uitwisseling van krijgsgevangenen
Sedert het begin van de vijandelijkheden in februari 2022 werden van tijd tot tijd Russisch-Oekraïense onderhandelingen gevoerd op een lager diplomatiek niveau, met het oog op de uitwisseling van krijgsgevangenen en de teruggave van lichamen van gesneuvelden. Eind augustus 2024, kort na het begin van het Oekraïens Koersk-offensief, werden nog eens 115 krijgsgevangenen geruild, 1 op 1, na bemiddeling door de Verenigde Arabische Emiraten (VAE). Het totaal aantal uitgewisselde militairen zou daarmee volgens Reuters tot 1.788 zijn gestegen. Bij een volgende ruil op 30 december 2024 werden 150 tot 189 gevangenen geruild.
Na bemiddeling van de VAE werden opnieuw krijgsgevangenen geruild, 25 half januari, en 150 op 5 februari 2025. Op 19 maart volgde een massale uitwisseling van 175 krijgsgevangenen, parallel met lopende onderhandelingen over een dertigdagenbestand en het telefoongesprek tussen de presidenten Trump en Poetin van 18 maart. Op paaszaterdag 19 april 2025 werden meer dan 500 krijgsgevangenen en gewonden uitgewisseld. Op het overleg van 16 mei in Istanbul, en opnieuw op 2 juni 2025, werd een ruil van 1.000 krijgsgevangenen overeengekomen. Aansluitend bij dit akkoord gaf Rusland op 17 juli 2025 de lichamen terug van 1.000 Oekraïense gesneuvelde soldaten, en ontving de stoffelijke resten van 19 Russische soldaten. Nieuwe onderhandelingen in Istanboel op 23 juli 2025 duurden nauwelijks 40 minuten, en leverden enkel een akkoord op voor een volgende uitwisseling van – ditmaal 1200 – krijgsgevangenen. Op 14 augustus 2025, daags voor de geplande ontmoeting Poetin-Trump, werden opnieuw 84 krijgsgevangenen uitgewisseld, ook weer na bemiddeling van de Verenigde Arabische Emiraten.